# Нащокин, Василий Александрович
Васи́лий Алекса́ндрович Нащо́кин (7 января 1707, Москва — 1760, Московская губерния) — генерал-поручик, мемуарист, дед П. В. Нащокина.

## Биография
Происходил из дворянского рода Нащокиных. В 1716 году отец отвёз его в Петербург в школу. 10 марта 1719 записан солдатом в дивизию генерала барона фон Галарта, в Белгородский пехотный полк, стоявший в Нарве, начал служить в 1722 году. В 1723 году сопровождал из Нарвы в Ревель денежные средства (два миллиона рублей), предназначенные для уплаты Швеции по мирному трактату; в Ревеле ему довелось видеть Петра I.
В 1725—1727 годах служил в Московской военной конторе, затем в Угличском полку (переименованном из 1-го гренадерского полка). 6 января 1727 года участвовал в Крещенском параде на Неве, 15 февраля 1727 года пожалован в аудиторы Угличского полка. Затем служил подпоручиком в Лефортовском полку. 19 ноября 1729 г., будучи ординарцем при генерал-фельдмаршале В. В. Долгорукове, присутствовал при обручении императора Петра II с княжной Е. А. Долгоруковой.
В 1730 году переведён адъютантом в созданный лейб-гвардии Измайловский полк. 22 января 1737 года произведён в капитан-поручики. С 27 января 1737 г. участвовал в войне с Турцией, в частности, в осаде Очакова. По взятии Очакова состоял в бессменном карауле сераскир-паши Агия, бывшего командира Очакова, которого с другими знатными пленными сопроводил в Петербург (26 октября 1737 г.). Спустя неделю, 4 ноября, императрицей Анной Иоанновной был послан обратно в Турцию с поручением передать великому визирю важные бумаги. В Исакче, куда он прибыл, аудиенция у великого визиря, назначенная на 6 декабря, не состоялась из-за ареста великого визиря и отправки его в Царьград за то, что он не взял Очакова обратно у русских. В. Нащокину пришлось ехать в г. Хотин, за 400 вёрст от Исакчи, к Кончаку-паше, временному командующему дунайской армией. В результате двухдневных переговоров он получил разрешение на проезд в Царьград и исполнил возложенное на него поручение, кроме того, своевременно дал знать в Петербург, что 40 тысяч татар и 8 тысяч арнаут собираются выступить к русской границе. В результате принятых мер неприятель ушёл с великим уроном. За эту заслугу В. Нащокин был произведён в старшие капитаны, а по возвращении в Петербург получил от императрицы 400 червонных. В Хотинском сражении (1739) командовал третьей ротой Измайловского полка.
Продолжил службу в своём полку на Украине. В 1740 г. участвовал в торжественном переходе гвардии из Москвы в Петербург, в параде и приёме, устроенном императрицей в дворцовой галерее. В тот же вечер был объявлен мир с Турцией; как и другие участвовавшие в войне офицеры, был послан в Нижегородскую губернию с известием о мире.
В 1740—1741 гг. производил набор рекрутов в Ярославле.
В 1742 г. в Москве у него родился первый сын. На крестинах 11 августа в Анненгофском дворце восприемниками от купели были императрица Елизавета Петровна и её племянник Пётр Фёдорович; императрица пожаловала крестнику 500 руб., а через два месяца В. Нащокину — две деревни в Орловском уезде «за бытность в некоторой комиссии». 18 декабря 1753 г. пожалован в генерал-майоры, 30 августа 1757 г. — в генерал-поручики и кавалеры ордена Св. Александра Невского. 3 июля 1759 именным указом определён генерал-адъютантом и командующим штабом в Петергофе.
Вскоре после этого он заболел и в 1760 (по другим данным — в 1759) г. скончался.

### Семья
Отец — Александр Фёдорович Нащокин (? - 09.06.1724), мать — Ульяна Васильевна (? — 25.6.1747).
Жена (с 7 января 1739) — Анна Васильевна, урождённая Головцына, в предыдущем браке Титова (осталась вдовой).
Сёстры и братья:
- Петр Александрович, старший брат, служил драгуном в корпусе Петра Матвеевича Апраксина
- Федор Александрович, старший брат, гардемарин, служил в Ревельской эскадре на корабле «Перл», участвовал в сражении около Готланда.
- Григорий Александрович (1701 - 29.05.1719 года), старший брат, утонул в Фонтанке.
- Иван Александрович, старший брат, гардемарин.
- Дарья Александровна (? - 09.06.1731), старшая сестра, замужем за подполковником Федором Климонтовичем Чихачевым.
- Анна Александровна (род. 1713 г.), младшая сестра

Дети:
- Настасья (18.12.1739 — ?), замужем за Михаилом Ивановичем Шиловым;
- Елисавета (30.7.1741 — ?), замужем за Михаилом Васильевичем Дуровым;
- Воин (Доримедонт[5]; 31.7.1742 — 20.8.1806), генерал-поручик; женат на Клеопатре Петровне, урождённой Нелидовой (1767 — 20.8.1828);
- Пётр (18.6.1743 — ?);
- Евгения (9.12.1744 — ?), замужем за полковником Михаилом Ивановичем Свечиным (1742-до 1810);
- Ольга (21.6.1746 — ?);
- Иван (18.6.1747 — ?);
- Александр (5.7.1749 — ?);

пасынок:
- Фёдор Титов.

Внуки:
- Павел Воинович (1801—1854) — ближайший друг А. С. Пушкина;
- Василий Воинович (1796 — ?);
- Анастасия Воиновна (1787/97 — 7.09.1862);
- Александра Воиновна (? — 18.05.1852).

## Мемуарист
Вёл записи (большей частью дневниковые) в 1712—1759 гг., в которых отражены семейные события, а также общественные события, которым он был свидетель либо слышал о них.
Впервые «Записки» В. Нащокина (их начало) были опубликованы П. П. Свиньиным в «Отечественных записках» в 1830 году (ч. 41, № 117). В 1842 году Д. И. Языков издал «Записки» в полном виде (189 страниц текста Нащокина и 181 страница замечаний).
В 1836 году Бантыш-Каменский на основании «Записок» составил краткую биографию В. Нащокина.
- Нащокин В. А. Записки / Предисл.: Д. Языков. — СПб.: тип. Акад. наук, 1842. — 385 с.[6]

## Награды
- Орден Святого Александра Невского (30.8.1757)